# Clais van Leffinghe
Clais van Leffinghe (dertiende-veertiende eeuw) of Nicolaas van Leffinge was burgemeester van Brugge.

## Levensloop
Clais van Leffinghe, poorter van de stad en handelaar,  kwam weinig voor in de lijsten van stadsbestuurders. Hij werd tweemaal burgemeester van de schepenen, in 1307-1308 en 1309-1310. Hij bekleedde vooraf hieraan geen ondergeschikte ambten. Nadien werd hij nog stadsthesaurier in 1312-1313.
Het was de turbulente tijd van de periode na de Guldensporenslag, na de Slag bij Pevelenberg en na het Verdrag van Athis-sur-Orge. Het was zelfs een periode van burgeroorlog. In 1308 vermoordde Jan Breydel zijn vijand ridder Gilles de Clerk. In 1309 werd Heinric vander Matte vermoord door een groepje geleid door Mattheus van der Ghote. Op 24 april 1309 werden schepen en onderhandelaar Michiel van Lo en wisselaar en oud-thesaurier Pieter Uten Sacke, beiden door het volk beschuldigd van corruptie, doodgeknuppeld.
Op 27 juli 1309 ondertekende Van Leffinghe, samen met zijn schepenen en raadsleden, de onderwerping van de stad Brugge aan de voorwaarden van het Verdrag van Athis-sur-Orge van 1305. Dit gebeurde onder de bedreiging dat ze anders zouden geëxcommuniceerd worden door de bisschop van Doornik.
In 1313 ondertekende Van Leffinghe als stadsthesaurier de overdracht aan de koning van Frankrijk van verschillende sommen, verschuldigd door de stad Brugge ingevolge de voorwaarden gesteld in het Verdrag van Athis-sur-Orge.

## Bron
- Dirk VANDENAUWEELE, Schepenbank en schepenen te Brugge (1127-1384). Bijdrage tot de studie van een gewone stedelijke rechts- en bestuursinstelling, met lijst van Wetsvernieuwingen van 1211 tot 1357, doctoraatsverhandeling (onuitgegeven), Katholieke Universiteit Leuven, 1977.